# Mark Lynas
Mark Lynas (* 1973 Fidži) je britský ekologický aktivista a publicista, absolvent politologie na Edinburské univerzitě. Píše pro tiskoviny jako New Statesman, Ecologist, Granta, Geographical, The Guardian nebo The Observer. Napsal knihy High Tide: The Truth About Our Climate Crisis (2004) a Six Degrees: Our Future on a Hotter Planet (2007), jejíž aktualizovaná verze s názvem Our Final Warning: Six Degrees of Climate Emergency vyšla v dubnu 2020. Je také spoluautorem scénáře k filmu The Age of Stupid (režie Franny Armstrongová, 2009). Ve svých textech varuje před účinky, které může mít globální oteplování na lidskou civilizaci. Účastnil se Kodaňské konference v roce 2009.
Na rozdíl od většiny environmentalistů podporuje výstavbu nových jaderných elektráren, což zdůvodňuje slovy: „Bez využívání nukleární energie je boj proti globálnímu oteplování předem ztracený.“ Býval kritikem geneticky upravených potravin, ale v lednu 2013 své názory odvolal a prohlásil, že GMO jsou jediným způsobem, jak nakrmit rostoucí světovou populaci. Radikálové jako Georges Monbiot kritizují Lynasův přístup k ekologii jako příliš technokratický a vstřícný vůči globálnímu kapitalismu.